# Campeonato Europeu de Atletismo em Pista Coberta de 2017 - 400 m feminino
A prova dos 400 metros feminino do Campeonato Europeu de Atletismo em Pista Coberta de 2017 foi disputada entre os dias 3 e 4 de março de 2017 na Arena Kombank em Belgrado,  na Sérvia. 

## Recordes
Antes desta competição, os recordes mundiais e do campeonato nesta prova eram os seguintes:
|                       | Nome                  | Nacionalidade   | Tempo  | Local | Data               |
| --------------------- | --------------------- | --------------- | ------ | ----- | ------------------ |
| Recorde mundial       | Jarmila Kratochvílová | Tchecoslováquia | 49s 59 | Milão | 7 de março de 1982 |
| Recorde do campeonato | Jarmila Kratochvílová | Tchecoslováquia | 49s 59 | Milão | 7 de março de 1982 |
| Recorde europeu       | Jarmila Kratochvílová | Tchecoslováquia | 49s 59 | Milão | 7 de março de 1982 |

## Medalhistas
| Ouro              | Prata                | Bronze               |
| Floria Gueï (FRA) | Zuzana Hejnová (CZE) | Justyna Święty (POL) |

## Cronograma
Todos os horários são locais (UTC+2).
| Data       | Hora  | Evento    |
| ---------- | ----- | --------- |
| 3 de março | 9:45  | Bateria   |
| 3 de março | 17:45 | Semifinal |
| 4 de março | 19:58 | Final     |

## Resultados

### Bateria
Qualificação: 2 atletas de cada bateria  (Q) mais os 6 melhores qualificados (q). 
| Posição | Bateria | Atleta              | Nacionalidade | Tempo | Notas                |
| ------- | ------- | ------------------- | ------------- | ----- | -------------------- |
| 1       | 1       | Léa Sprunger        | Suíça         | 52.55 | Q                    |
| 2       | 5       | Floria Gueï         | França        | 53.24 | Q                    |
| 3       | 2       | Zuzana Hejnová      | Chéquia       | 53.26 | Q                    |
| 4       | 3       | Eilidh Doyle        | Reino Unido   | 53.28 | Q                    |
| 5       | 5       | Sara Petersen       | Dinamarca     | 53.39 | Q                    |
| 6       | 1       | Iveta Putalová      | Eslováquia    | 53.52 | Q                    |
| 6       | 1       | Iga Baumgart        | Polónia       | 53.52 | Q                    |
| 8       | 3       | Małgorzata Hołub    | Polónia       | 53.56 | Q                    |
| 9       | 2       | Lisanne de Witte    | Países Baixos | 53.61 | Q                    |
| 10      | 2       | Lara Hoffmann       | Alemanha      | 53.65 | q                    |
| 11      | 4       | Laviai Nielsen      | Reino Unido   | 53.74 | Q                    |
| 12      | 6       | Justyna Święty      | Polónia       | 53.76 | Q                    |
| 13      | 6       | Olha Bibik          | Ucrânia       | 53.80 | Q                    |
| 14      | 6       | Madiea Ghafoor      | Países Baixos | 53.85 | q                    |
| 15      | 3       | Agnès Raharolahy    | França        | 53.88 | q                    |
| 16      | 3       | Aauri Lorena Bokesa | Espanha       | 53.92 | q                    |
| 17      | 4       | Déborah Sananes     | França        | 53.98 | Q                    |
| 18      | 4       | Tamara Salaški      | Sérvia        | 54.03 | q                    |
| 19      | 3       | Bianca Răzor        | Roménia       | 54.11 |                      |
| 20      | 1       | Sinéad Denny        | Irlanda       | 54.20 |                      |
| 21      | 6       | Sarah Atcho         | Suíça         | 54.21 |                      |
| 21      | 4       | Laura Bueno         | Espanha       | 54.21 |                      |
| 23      | 6       | Eleni Artymata      | Chipre        | 54.31 |                      |
| 24      | 2       | Anita Horvat        | Eslovênia     | 54.65 |                      |
| 25      | 5       | Yasmin Giger        | Suíça         | 54.76 |                      |
| 26      | 5       | Phil Healy          | Irlanda       | 54.80 |                      |
| 27      | 4       | Eva Misiūnaitė      | Lituânia      | 54.95 |                      |
| 28      | 2       | Tetyana Melnyk      | Ucrânia       | 55.18 |                      |
| 29      | 1       | Amaliya Sharoyan    | Armênia       | 56.07 | Recorde da temporada |
| 30      | 5       | Denisa Rosolová     | Chéquia       | DNF   |                      |
| 31      | 1       | Lina Nielsen        | Reino Unido   | DNS   |                      |

### Semifinal
Qualificação: 2 atletas de cada bateria. 
| Posição | Bateria | Atleta              | Nacionalidade | Tempo | Notas                |
| ------- | ------- | ------------------- | ------------- | ----- | -------------------- |
| 1       | 2       | Léa Sprunger        | Suíça         | 52.17 | Q                    |
| 2       | 3       | Floria Gueï         | França        | 52.20 | Q                    |
| 3       | 3       | Laviai Nielsen      | Reino Unido   | 52.31 | Q                    |
| 4       | 2       | Justyna Święty      | Polónia       | 52.60 | Q                    |
| 5       | 1       | Zuzana Hejnová      | Chéquia       | 52.74 | Q                    |
| 6       | 1       | Małgorzata Hołub    | Polónia       | 52.76 | Q                    |
| 7       | 1       | Eilidh Doyle        | Reino Unido   | 52.81 |                      |
| 8       | 2       | Sara Petersen       | Dinamarca     | 52.86 | Recorde da temporada |
| 9       | 1       | Iveta Putalová      | Eslováquia    | 53.14 |                      |
| 10      | 3       | Lara Hoffmann       | Suíça         | 53.43 |                      |
| 11      | 2       | Tamara Salaški      | Sérvia        | 53.50 |                      |
| 12      | 1       | Déborah Sananes     | França        | 53.57 |                      |
| 13      | 2       | Olha Bibik          | Ucrânia       | 53.66 |                      |
| 14      | 3       | Iga Baumgart        | Polónia       | 53.76 |                      |
| 15      | 3       | Aauri Lorena Bokesa | Espanha       | 53.80 |                      |
| 16      | 3       | Lisanne de Witte    | Países Baixos | 54.81 |                      |
| 17      | 2       | Déborah Sananes     | França        | 55.30 |                      |
|         | 1       | Madiea Ghafoor      | Países Baixos | DNS   |                      |

### Final
A final aconteceu às 19:58 no dia 4 de março de 2017. 
| Posição           | Raia | Atleta           | Nacionalidade | Tempo | Notas           |
| ----------------- | ---- | ---------------- | ------------- | ----- | --------------- |
| Medalha de ouro   | 5    | Floria Gueï      | França        | 51.90 | Recorde pessoal |
| Medalha de prata  | 4    | Zuzana Hejnová   | Chéquia       | 52.42 |                 |
| Medalha de bronze | 2    | Justyna Święty   | Polónia       | 52.52 |                 |
| 4                 | 3    | Laviai Nielsen   | Reino Unido   | 52.79 |                 |
| 5                 | 6    | Léa Sprunger     | Suíça         | 53.08 |                 |
| 6                 | 1    | Małgorzata Hołub | Polónia       | 54.29 |                 |

Legenda
| Recorde mundial       | Recorde mundial (World record)               |                       | Recorde africano                      | Recorde africano (African) |                                           | Q | Classificado por posição (Qualified) |
| Recorde do campeonato | Recorde do campeonato (Championship record)  | Recorde da América    | Recorde da América (Americas)         | q                          | Classificado por melhor tempo (Qualified) |   |                                      |
| Melhor marca do ano   | Melhor marca do ano (World leading)          | Recorde asiático      | Recorde asiático (Asian)              | DNS                        | Não largou (Did not start)                |   |                                      |
| Recorde nacional      | Recorde nacional (National record)           | Recorde europeu       | Recorde europeu (European)            | DNF                        | Não terminou (Did not finish)             |   |                                      |
| Recorde pessoal       | Recorde pessoal do atleta (Personal best)    | Recorde da Oceania    | Recorde da Oceania (Oceania)          | DSQ / DQ                   | Desclassificado (Disqualified)            |   |                                      |
| Recorde da temporada  | Recorde da temporada do atleta (Season best) | Recorde sul-americano | Recorde sul-americano (South America) | NM                         | Sem marca (No mark)                       |   |                                      |